# Geburtstagslied
Ein Geburtstagslied ist ein Lied zum Geburtstag, dem Jahrestag der Geburt einer Person. Mit dem „ersten Geburtstag“ ist der erste Jahrestag der Geburt gemeint. Traditionelle Kinder- oder Volkslieder zum Geburtstag sind eher kurz mit vielen Textwiederholungen. Geburtstagslieder moderner Liedermacher haben meist mehrere Strophen mit vielen inhaltlichen Aspekten rund um die Geburtstagsfeier.

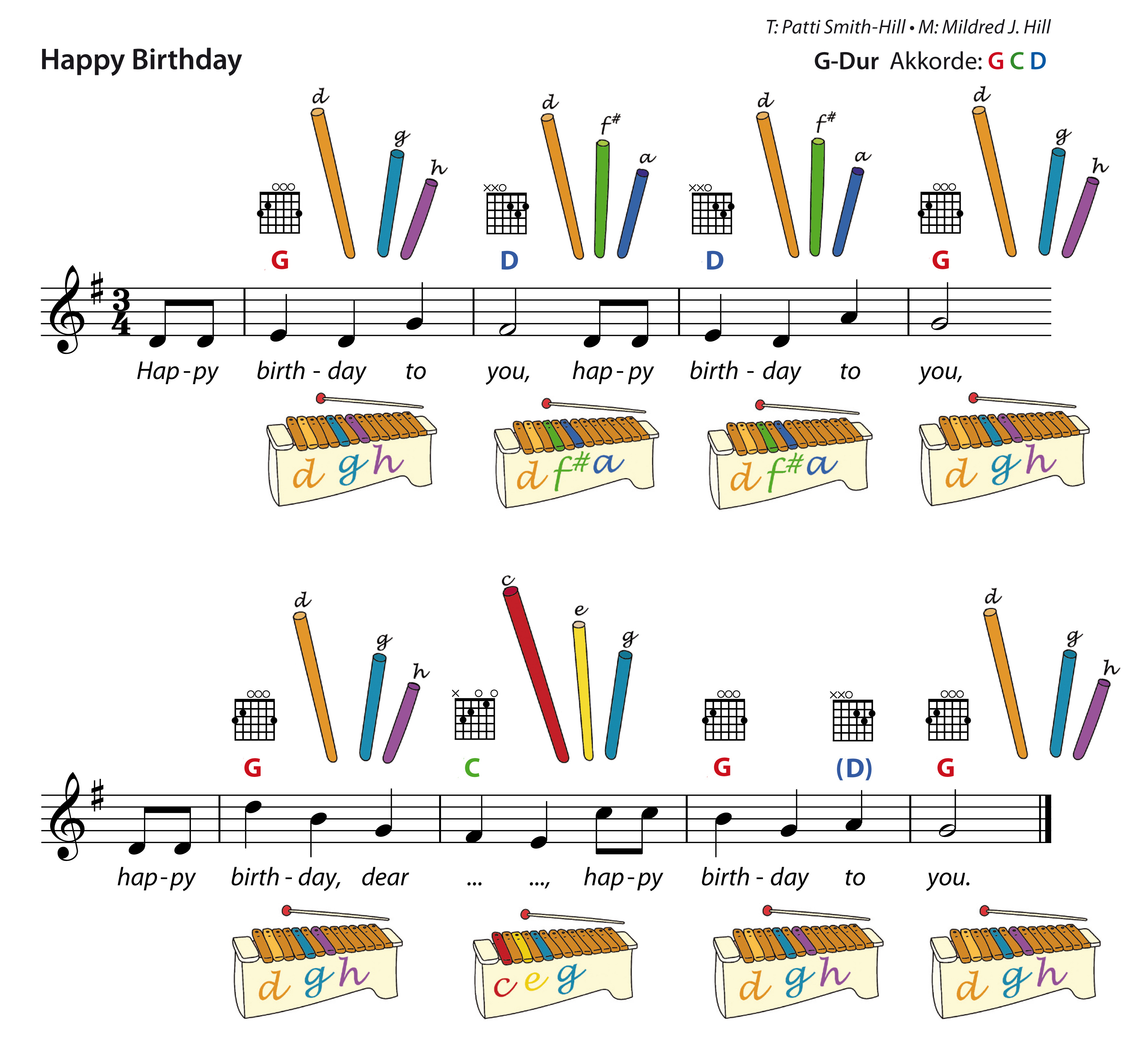
Happy Birthday für Boomwhackers, Orff-Instrumente und Gitarre

## Inhalt und Textstruktur
Wörter wie „Geburtstag“, „Glück“ und „Gesundheit“ sind typisch für Geburtstagslieder und werden zum Teil mehrfach wiederholt. Die Wünsche Zum Geburtstag viel Glück oder Hoch soll er leben entfalten ihre Wirkung durch ständige Wiederholung der zentralen Aussage des Liedtitels. Wie schön, dass du geboren bist, Weil heute dein Geburtstag ist oder Kräht der Hahn früh am Morgen dagegen schildern alle Details der Geburtstagsfeier, dass „getanzt, gesungen und gelacht“ wird, dass ein „bunter Blumenstrauß“ auf dem Tisch steht und „Kuchen“ und „Schokolade“ gegessen wird.
| Wort             | Häufigkeit im Liedtext | Titel der Lieder |
| Geburtstag       | 1- bis 4-mal           | 4-mal in Zum Geburtstag viel Glück; 3-mal in Heute ist Geburtstag; 2-mal in Geburtstag, Geburtstag; Wie schön, dass du geboren bist; Dein Geburtstag, der ist lustig; 1-mal in Wie schön, dass du geboren bist; Kräht der Hahn früh am Morgen |
| feiern           | 1-mal                  | 1-mal in Wie schön, dass du geboren bist |
| singen           | 1-mal                  | 1-mal in Wie schön, dass du geboren bist; Weil heute dein Geburtstag ist |
| wünschen/Wünsche | 1-mal                  | 1-mal in Wie schön, dass du geboren bist; Wir wünschen dir von Herzensgrund |
| glücklich/Glück  | 1- bis 3-mal           | 3-mal in Zum Geburtstag viel Glück; 1-mal in Wie schön, dass du geboren bist |
| Segen            | 1-mal                  | Viel Glück und viel Segen |
| freuen/Freude    | 1- bis 2-mal           | 2-mal in Kräht der Hahn früh am Morgen; 1-mal in Weil heute dein Geburtstag ist; Wie schön, dass du geboren bist; |
| froh             | 1- bis 2-mal           | 2-mal in Froh zu sein; 1-mal in Wie schön, dass du geboren bist |
| hoch             | 9-mal                  | Hoch soll er leben |
| leben            | 7-mal                  | Hoch soll er leben |

## Melodik und Akkorde
Die meisten Geburtstagslieder sind kurz mit nur einer Strophe im Umfang von 8 bis 12 Takten. Moderne Liedermacher haben zum Teil doppelt und dreifach so lange Geburtstagslieder mit Strophe und Refrain komponiert.

### Lieder mit einem Akkord
Geburtstagslieder mit einem Akkord werden vor allem in Kindertagesstätten und Grundschulen gesungen. Die Kinder singen die Lieder im Kanon und begleiten dazu mit Orff-Instrumenten oder JelGi Liedbegleitung.

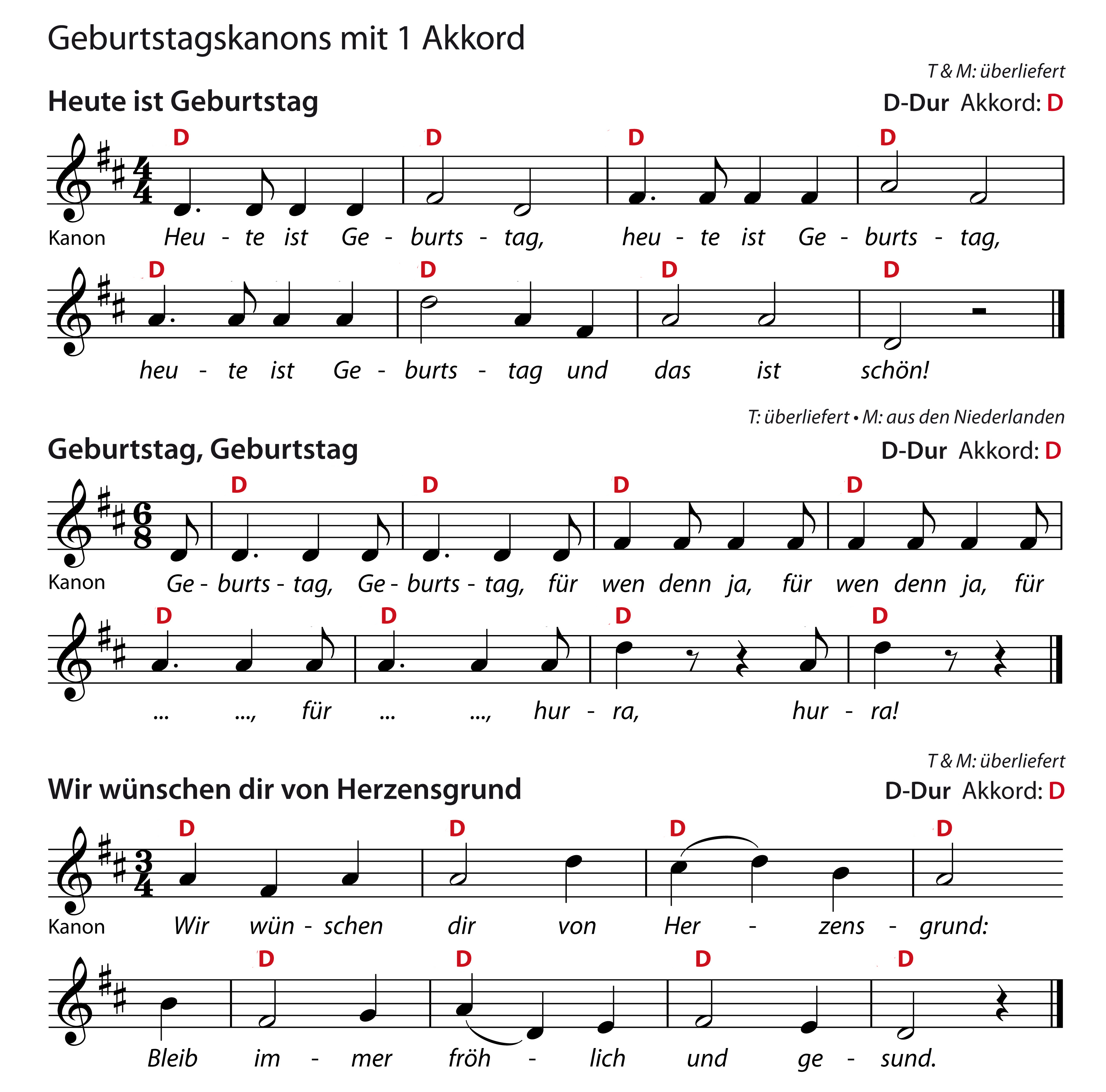
Kanons zum Geburtstag mit einem Akkord

#### Heute ist Geburtstag
Dieser traditionelle Kanon mit seinem punktierten Anfangsmotiv verwendet ausschließlich die Töne des D-Dur-Akkordes. Kinder können die Töne d, f# und a durchgängig spielen auf Xylofon, Glockenspiel, Boomwhackers oder Gitarren in offener C-Stimmung mit Kapodaster im 2. Bund.

#### Geburtstag, Geburtstag
Ursprünglich stammt dieses Geburtstagslied aus den Niederlanden mit folgendem Text: „Verjaardag, verjaardag, voor wie dan wel, voor wie dan wel, voor Hansje, voor Hansje, hoera, hoera.“ Im Liedtext wird jeweils der Name der Person eingesetzt, die Geburtstag hat. Auch dieses Lied ist ein Kanon, der nur die Töne d, f# und a verwendet und entsprechend einfach begleitet werden kann.

#### Wir wünschen dir von Herzensgrund
Melodisch anspruchsvoller ist dieser Geburtstagskanon im 3/4-Takt unter Verwendung aller Töne der D-Dur-Tonleiter. Trotzdem ist auch hier eine durchgängige Bordun-Begleitung mit dem D-Dur-Akkord möglich.

### Lieder mit zwei Akkorden

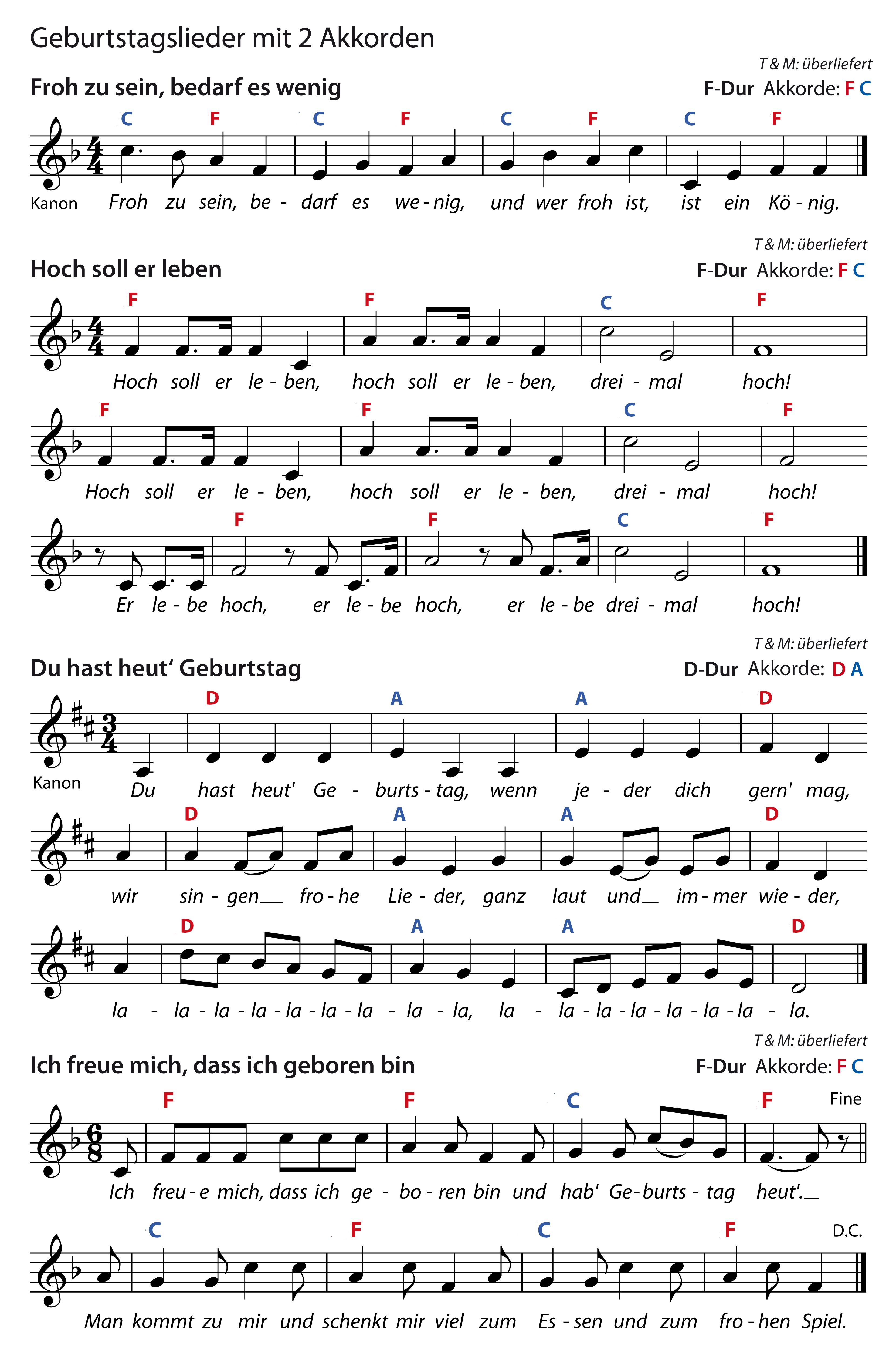
Geburtstagslieder mit zwei Akkorden

#### Froh zu sein bedarf es wenig
Der bekannte Kanon Froh zu sein bedarf es wenig von August Mühling (1786–1847) wird oft an Geburtstagen gesungen, auch wenn das Wort „Geburtstag“ nicht im Liedtext enthalten ist. Pro Takt wechseln sich der C-Dur-Akkord als Dominante und der F-Dur-Akkord als Tonika regelmäßig ab, sodass dieses Lied als vierstimmiger Kanon gesungen werden kann. Rolf Zuckowski hat zu diesem Lied einen Hörspieltext verfasst.

#### Hoch soll er leben
Für dieses Kinder- und Volkslied gibt es viele Rituale in Kindergärten oder Schulen, unter anderem das dreimalige Hochheben des Geburtstagskindes auf einem Stuhl und dergleichen. Auch Liedbegleitung mit zwei Kindergruppen im Wechsel ist einfach, da der C-Dur-Akkord als Dominante immer nur beim Wort „dreimal“ verwendet wird. Die dritte Zeile „Er lebe hoch, er lebe hoch, er lebe dreimal hoch!“ wird nicht überall in dieser Form gesungen. Insbesondere in Norddeutschland tritt hier an diese Stelle das niederländische Volkslied Hij leve hoog in deutscher Textübertragung „Er/Sie lebe hoch“.

#### Viel Glück und viel Segen
In diesem kurzen Kanon von acht Takten im 3/4-Takt werden „viel Glück“, „viel Segen“, „Gesundheit und Freude“ gewünscht. Pro Takt wechseln sich der F-Dur-Akkord als Subdominante und der C-Dur-Akkord als Tonika ab. Text und Melodie stammen von Werner Gneist (1898–1980), das Copyright liegt beim Bärenreiter-Verlag in Kassel.

#### Du hast heut’ Geburtstag
Die Melodie zu diesem Lied entstammt dem bekannten Kinder- und Volkslied Es tönen die Lieder. Es ist ein dreistimmiger Kanon mit der regelmäßigen Akkordabfolge D - A - A - D.

#### Ich freue mich, dass ich geboren bin
Dieses traditionelle Geburtstagslied im 6/8-Takt thematisiert den Besuch der Freunde, die Geschenke, das Essen und Spiel. Es eignet sich bereits für den Kindergarten.

### Lieder mit drei und mehr Akkorden

#### Happy Birthday to You
Happy Birthday to You wird weltweit in vielen Sprachen gesungen. Die Melodie schrieb Mildred J. Hill (1859–1916) aus dem US-amerikanischen Louisville in Kentucky als Begrüßungslied für den Kindergarten, ihre Schwester Patty Smith Hill (1868–1946) verfasste dazu den ursprünglichen Text „Good Morning to All“. Bis zum September 2015 war Happy Birthday to You nahezu weltweit urheberrechtlich geschützt und nicht gemeinfrei. Die deutsche Version „Zum Geburtstag viel Glück“ stammt von Egon Louis Frauenberger und ist weiterhin urheberrechtlich geschützt mit Copyright bei der Edition Effel Music in Haar.
In der Tonart G-Dur beginnt das Lied mit zwei Achtelnoten d1 beim Wort „Happy“ und erreicht in drei Anläufen den höchsten Ton d2, um anschließend mit der Tonwiederholung c2 zum Grundton g1 zurückzukehren. In den ersten vier Takten sind der G-Dur-Akkord als Tonika und der D-Dur-Akkord als Dominante spiegelbildlich in der Abfolge G - D - D - G angeordnet. Der Name der Person in Takt 6 wird harmonisch durch den C-Dur-Akkord als Subdominante hervorgehoben. Der D-Dur-Akkord auf dem vorletzten Ton kann auch weggelassen werden.

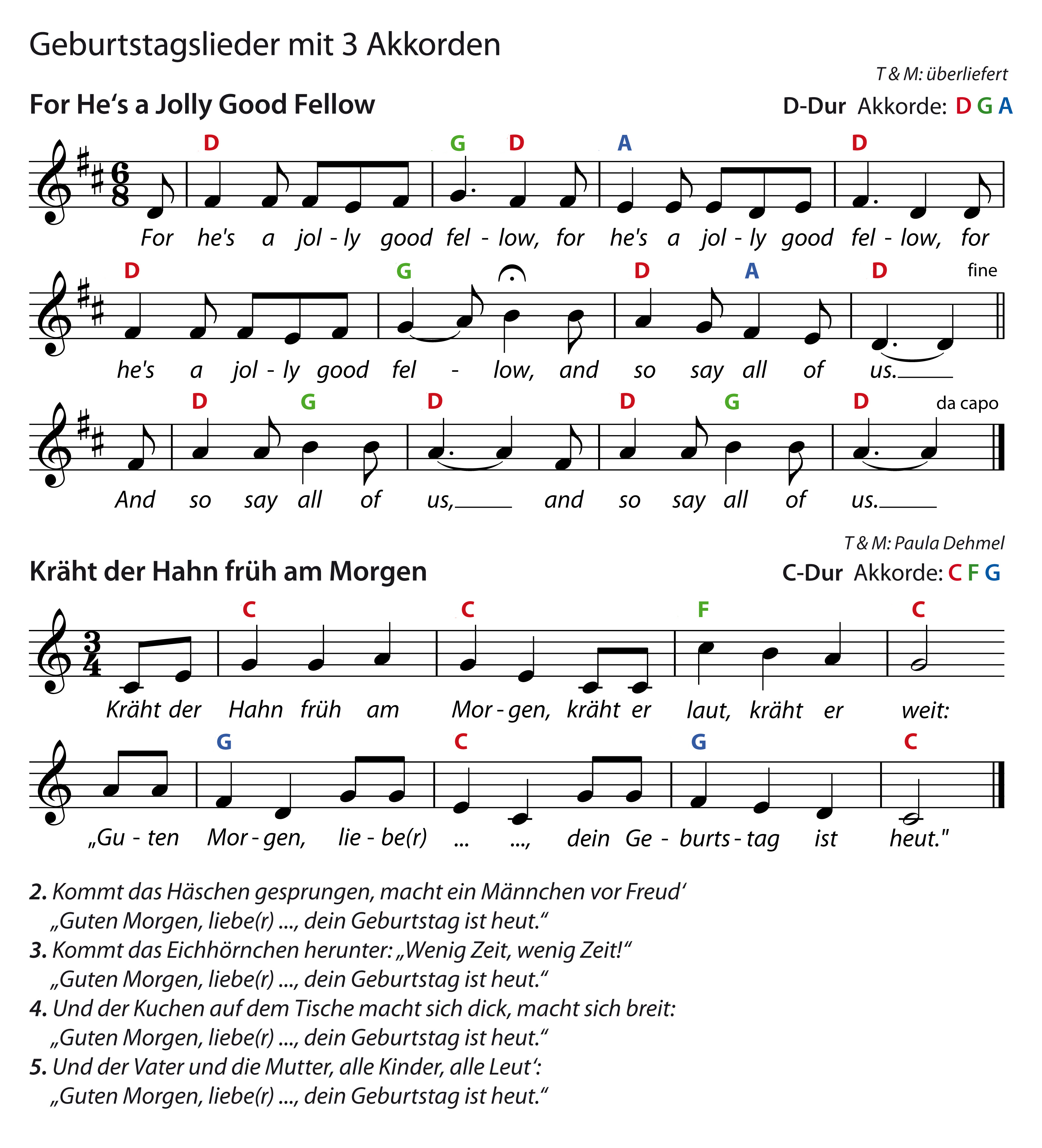
Geburtstagslieder mit drei Akkorden

#### For He’s a Jolly Good Fellow
Das Guinness-Buch der Rekorde führt das Lied For He’s a Jolly Good Fellow als das zweitbeliebteste Lied nach Happy Birthday to You im englischen Sprachraum. Es wird nicht nur bei Geburtstagen, sondern auch bei Hochzeitsfeiern oder Sportereignissen gesungen.
Der Text „For He’s a Jolly Good Fellow“ wird dreimal gesungen, nach einem Verweilen auf der Fermate folgt dreimal der Text „and so say all of us“, bevor der Anfang des Liedes als da capo bis Fine wiederholt wird. Die häufige Verwendung des G-Dur-Akkords als Subdominante in der D-Dur-Tonart vermittelt dem Lied einen schwebenden Charakter.

#### Wie schön, dass du geboren bist
Wie schön, dass du geboren bist wurde 1981 vom deutschen Liedermacher Rolf Zuckowski (* 1947) geschrieben und erschien erstmals auf dem Album Radio Lollipop. Das Copyright liegt bei MUSIK FÜR DICH Rolf Zuckowski OHG (Sikorski Musikverlage) in Hamburg. Für Erwachsene schrieb Zuckowski eine zusätzliche Strophe Wieder ein Jahr älter.
Der Refrain handelt von der Freude, „dass wir beisammen sind“, und hat einen ganz einfachen harmonischen Ablauf, zum Beispiel in der C-Dur-Tonart je ein Takt G-Dur-Akkord als Dominante und je ein Takt C-Dur-Akkord als Tonika in ständigem Wechsel. In den drei harmonisch anspruchsvolleren Strophen, in denen auch der F-Dur-Akkord als Subdominante vorkommt, werden zum einen viele Tätigkeiten beschrieben, wie „feiern“, „tanzen“, „singen“, „lachen“, zum anderen verwendet Zuckowski eine sehr bildhafte, für Kinder unmittelbar verständliche Sprache mit Begriffen wie „regnen“, „stürmen“, „schneien“, „Sonnenschein“, „Tränen“, „Schwarte“.

#### Weil heute dein Geburtstag ist
In Ostdeutschland weit verbreitet ist das Lied Weil heute dein Geburtstag ist, das zu Zeiten der Deutschen Demokratischen Republik entstanden ist. Der Text stammt von Kurt Hängekorb (1886–1962), die Melodie von Siegfried Bimberg (1927–2008). Das Copyright liegt beim Friedrich Hofmeister Musikverlag in Leipzig.
Die erste Strophe handelt davon, ein „schönes Lied“ zu singen, um Freude zu bereiten, in der zweiten Strophe wird ein „bunter Blumenstrauß“ auf den Tisch gestellt und in der dritten Strophe geht es um „Kuchen“ und „Schokolade“. Die Melodie des Liedes umfasst 8 Takte im 4/4-Takt mit einer einfachen harmonischen Abfolge: D - D - G - D in den ersten vier Takten, G - D - A - D in den letzten vier Takten.

#### Kräht der Hahn früh am Morgen
Das Lied stammt von der deutschen Schriftstellerin Paula Dehmel (1862–1918) und eignet sich für ein Kreisspiel mit Kindern: Jeweils ein anderes Kind stellt den Hahn, das Häschen oder Eichhörnchen dar, dreht einige Runden im Kreis der Kinder, verbeugt sich dann vor dem Geburtstagskind und überreicht ihm ein kleines Geschenk. Die harmonische Abfolge ist einfach: C - C - F - C - G - C - G - C.

#### Dein Geburtstag, der ist lustig
Der Text dieses Liedes stammt von Heike Schrader unter Verwendung der Melodie des Volkslieds Eine Seefahrt, die ist lustig. Das Copyright liegt beim Verlag Schott Music in Mainz.
Der ursprüngliche Liedtext wird dahingehend verändert, dass „Dein Geburtstag“ an die Stelle von „Eine Seefahrt“ tritt, „was erleben“ an die Stelle von „fremde Länder“ usw.: „Eine Seefahrt die ist lustig, eine Seefahrt, die ist schön. Ja da kann man fremde Länder und noch manches and’re seh’n.“ Der lautmalerische Jodel-Abschnitt „Hollahi, hollaho“ … ist unverändert. Das Lied hat die ungewöhnliche harmonische Abfolge G - G - G - G - D - D - C - G mit Wiederholung.

#### Herzlichen Glückwunsch
Dieses Geburtstagslied von Volker Rosin (* 1956) ist 2008 auf der CD Komm, lass und tanzen erschienen. Das Copyright liegt beim Moon-Records Verlag in Düsseldorf. Die 1. Strophe schaut zurück auf die Zeit als Baby „ohne Zähne, ohne Schuh’“, die 2. Strophe thematisiert den Besuch der Freunde zum Geburtstag, der Refrain vertont den Titel des Liedes „Herzlichen Glückwunsch, du bist das Geburtstagskind“. Neben den drei Hauptfunktionen werden auch Moll-Akkorde wie die Tonikaparallele verwendet. Die Melodie wurde von dem Song Down By The River von Albert Hammond übernommen.

#### Happy Birthday – Du hast Geburtstag
Ein weiteres Geburtstagslied von Volker Rosin ist auf der CD Volle Kraft voraus von 2016 enthalten. Das Copyright liegt ebenfalls beim Moon-Records Verlag in Düsseldorf. Das Lied besteht aus einem Intro auf „Lalala…“, einem Refrain „Happy Birthday, du hast Geburtstag“, der Strophe „Alle gratulieren dir“ und einer Bridge „Freundschaft, Liebe und Vertrau’n“. Neben den drei Hauptakkorden C, F und G werden zusätzlich die Doppeldominante D und die Akkorde A und Dm verwendet.